# Himlingøje
Himlingøje er en lille landsby på Østsjælland ca. 13 kilometer syd for Køge i Stevns Kommune. Landsbybebyggelsen består i begrænset mængde af nybyggeri, men er især præget af bindingsværkshuse og en del mindre gårde, som ikke blev udflyttet ved udskiftningen efter stavnsbåndets ophævelse i 1788. Byen har egen kirke og ligger i tilknytning til et lille gadekær midt i landsbybyen.
Fra 1921 til 1970 lå byen i Præstø Amt og fra 1970 til 2007 i Roskilde Amt. I dag ligger Himlingøje i Region Sjælland.
Navnet Himlingøje er en sammentrækning af Himlinge og høje. Himlinge menes at være navnet på en høvding bosiddende i området og høje henviser til de oprindelige gravhøje i udkanten af landsbyen, fra o. år 200. Landsbyer med endelsen -inge betegner nogle af de ældste bebyggelser i Danmark og Himlingøje menes således at være opstået 500-450 f. Kr.